# La Mode
Pour les articles homonymes, voir Mode.
La Mode est une revue hebdomadaire française fondée en 1829 le magnat de la presse Émile de Girardin.

## Historique
Conçue essentiellement pour être un journal de mode et de littérature, la revue était l’un des revues de mode pionniers qui, dans les années 1820, ont brisé le monopole détenu auparavant par le Journal des dames et des modes pour le surpasser. Avec son rival le Follet, il est devenu l’une des revues de mode français les plus en vogue des années 1800, dans la première moitié du siècle, lorsque l’industrie des revues de mode en France a explosé avec de nouveaux titres. La grande majorité de ses concurrents, à l'exception du Follet, n’ont obtenu que quelques années de succès avant d'être remplacés par de nouveaux, tout aussi éphémères, alors que la Mode connaissait une popularité plus longue. Décrite comme exclusive et de haute qualité, elle s’adressait au cercle Saint Germain de Paris, c’est-à-dire la clientèle noble, et elle fut longtemps populaire auprès de cette couche sociale.
Dès 1831, la Mode prit une tournure politique très marquée avec Alfred du Fougerais qui y attaqua violemment Louis-Philippe. Le journal fut ensuite dirigé par Édouard Mennechet,, puis, en 1835, par l'ultraroyaliste vicomte Joseph-Alexis Walsh, et ensuite par le légitimiste Alfred Nettement en 1848. Elle parut jusqu'en 1854, disparut, reparut de 1856 à 1862 sous le titre La Mode nouvelle.
Honoré de Balzac y publia Étude de femme en 1830, ainsi que cette même année : la nouvelle Adieu en trois parties, El Verdugo et Gobseck. D’autres écrivains célèbres tels que Victor Hugo, George Sand, Eugène Sue et Alexandre Dumas y ont publié des nouvelles. La Mode était populaire et comptait 2 600 abonnés, en 1830.
Malgré sa popularité auprès de la clientèle à laquelle il s'adressait, cette revue n’a jamais été vraiment financièrement rentable, et les saisies se succédaient, dans les bureaux de la rue du Helder, avec une prodigieuse rapidité qui tenait du prodige, et la vogue du journal s’en augmentait d'autant. Il a dû mettre fin à ses activités lorsque ses abonnés de marque se sont mis à le boycotter lorsqu’il a commencé à suivre l'innovation consistant à insérer des écarts publicitaires pour les couturières et les tailleurs individuels.